# Alexandra Goncharova
Alexandra Serguéyevna Goncharova –en ruso, Александра Сергеевна Гончарова– (Moscú, 26 de octubre de 1992) es una deportista rusa que compite en ciclismo en las modalidades de pista, especialista en la prueba de persecución por equipos, y ruta.
Ganó dos medallas en el Campeonato Europeo de Ciclismo en Pista, en los años 2014 y 2015.
En abril de 2020 fue suspendida cuatro años por la Agencia Rusa Antidopaje (RUSADA) al dar positivo en un control antidopaje. La sanción, de carácter retroactivo, se le aplicó a partir del 9 de septiembre de 2019.

## Medallero internacional
| Campeonato Europeo | Campeonato Europeo     | Campeonato Europeo | Campeonato Europeo      |
| Año                | Lugar                  | Medalla            | Competición             |
| ------------------ | ---------------------- | ------------------ | ----------------------- |
| 2014               | Baie-Mahault (Francia) | Medalla de plata   | Persecución por equipos |
| 2015               | Grenchen (Suiza)       | Medalla de plata   | Persecución por equipos |

1. ↑  Compitió en la ronda de clasificación.

## Palmarés
2019
- Campeonato de Rusia en Ruta